# 烤肉米粉
烤肉米粉（越南语：／，發音：[ɓǔn ca᷉ː]）是一道結合烤豬肉和麵條的越南菜餚，相傳起源於越南河內市。廚師在製作這道菜餚時，會將烤肥豬肉（chả）置於一盤盛載白米粉（bún）及香草的盤子之上，並配以蘸醬作為配菜。這道菜餚於1959年，曾被越南美食作家武邦（Vu Bang，1913-1984年）所描述，曾形容河內市為一個「被烤肉米粉所『嚇呆』」的城鎮。市內首間烤肉米粉餐廳位於河內古街區還劍郡嘉魚市（Gia Ngư）。
烤肉米粉源於河內，現時於當地仍為一道受歡迎的菜餚。在河內以外的越南各省，亦有一款配以米粉和烤肉的菜式，名為冷米粉（bún thịt nướng）。
自從時任美國總統贝拉克·奥巴马於2016年5月的一次赴越行程中，與位於河內的「Bún Chả Hương Liên」餐廳之主廚安東尼·波登共晉烤肉米粉後，該餐廳的知名度便日漸提升。

## 材料
烤肉米粉以多種材料製成，包括：

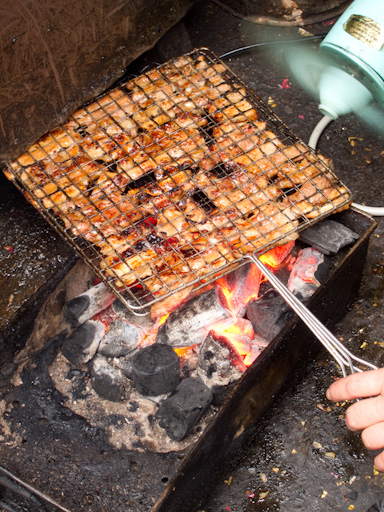
烤炙中的肉類，用以製作烤肉米粉

1. 肉類：豬肩肉末（用以製作肉丸子）、豬腩肉。
2. 米粉
3. 蘸醬：加入糖的稀釋魚露、檸檬汁、醋、湯汁、碎蒜、辣椒等。
4. 腌菜：青木瓜（或胡蘿蔔、洋葱、苤藍）。
5. 新鮮香草：卷心菜、光身羅勒（láng basil）、稻田草（ngổ）、豆芽（英语：Sprouting）、越式薄荷（kinh giới）。
6. 伴菜：碎蒜、碎辣椒、醋、磨胡椒、切片酸橙。

## 作為河內的特色菜餚

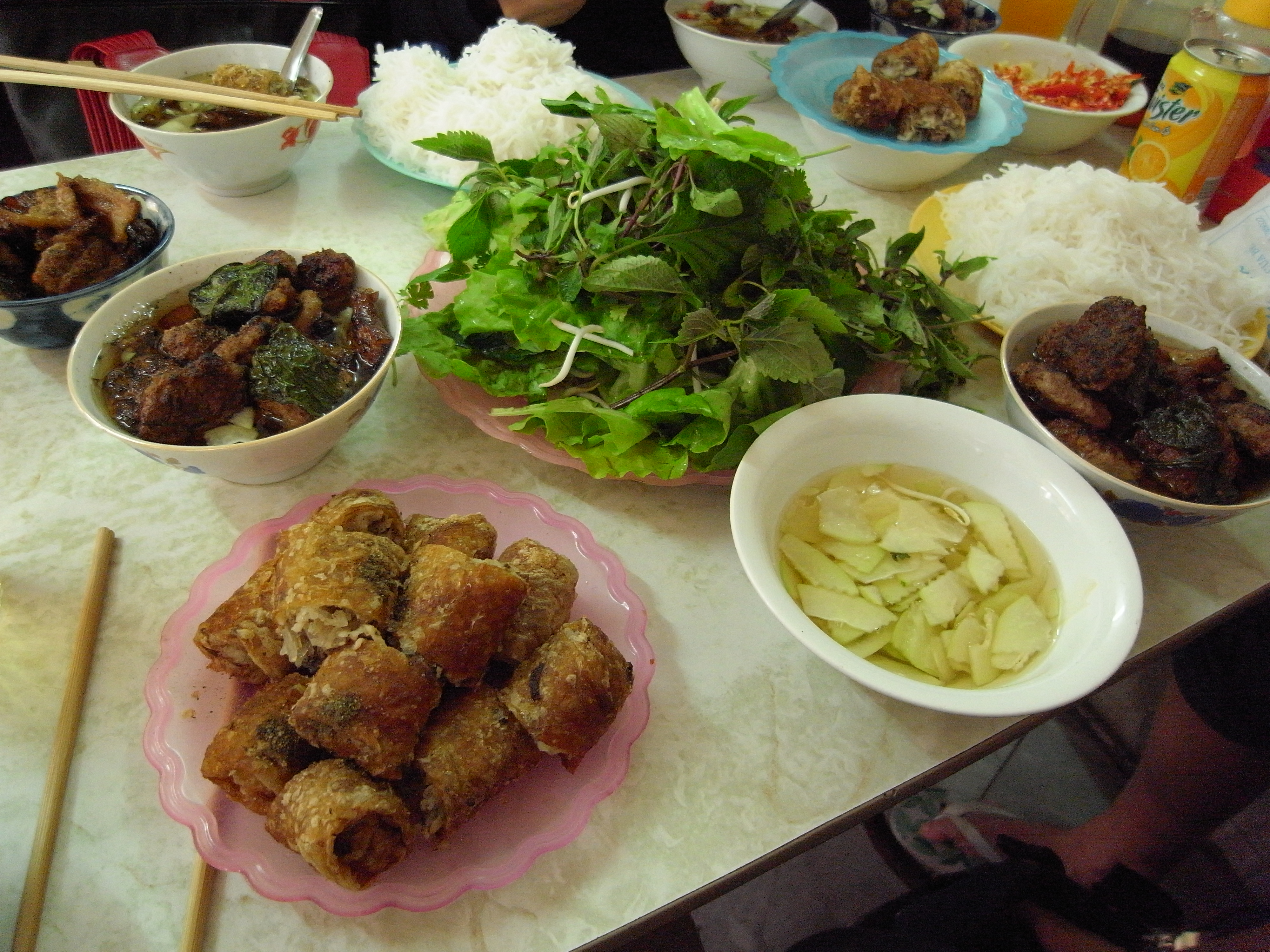
河內帘行街（Hàng Mành street）上販售的烤肉米粉及蟹肉春卷

人們通常在中午時分品嚐烤肉米粉，是河內飲食文化中一種非常獨特的特色。然而，現今亦有一些餐廳整天均有銷售這種菜餚。

## 外部連結
- Weekend delicacies: Bún chả Hanoi